# L-Għar tal-Iburdan u l-Inħawi tal-Madwar
L-Għar tal-Iburdan u l-Inħawi tal-Madwar este o arie protejată (arie specială de conservare — SAC, sit de importanță comunitară — SCI) din Malta întinsă pe o suprafață de 69,13 ha, integral pe uscat.

## Localizare
Centrul sitului L-Għar tal-Iburdan u l-Inħawi tal-Madwar este situat la coordonatele 35°52′29″N 14°23′13″E / 35.8748°N 14.3869°E.

## Înființare
Situl L-Għar tal-Iburdan u l-Inħawi tal-Madwar a fost declarat sit de importanță comunitară în august 2006 pentru a proteja 2 specii de animale. Situl a fost protejat și ca arie specială de conservare în decembrie 2016.

## Biodiversitate
Situată în ecoregiunea mediteraneană, aria protejată conține 2 habitate naturale: Peșteri inaccesibile publicului, Păduri de Olea și Ceratonia.
La baza desemnării sitului se află mai multe specii protejate de  mamifere (2): liliac cu urechi de șoarece (Myotis blythii), liliacul mic cu potcoavă (Rhinolophus hipposideros).